# Gradišče pri Materiji
Gradišče pri Materiji este o localitate din comuna Hrpelje - Kozina, Slovenia, cu o populație de 164 de locuitori.